# Peter Hübner (Soziologe)
Peter Hübner (* 5. Oktober 1935 in Berlin; † 11. April 2002 ebenda) war ein deutscher Soziologe und Hochschullehrer.

## Leben und Wirken

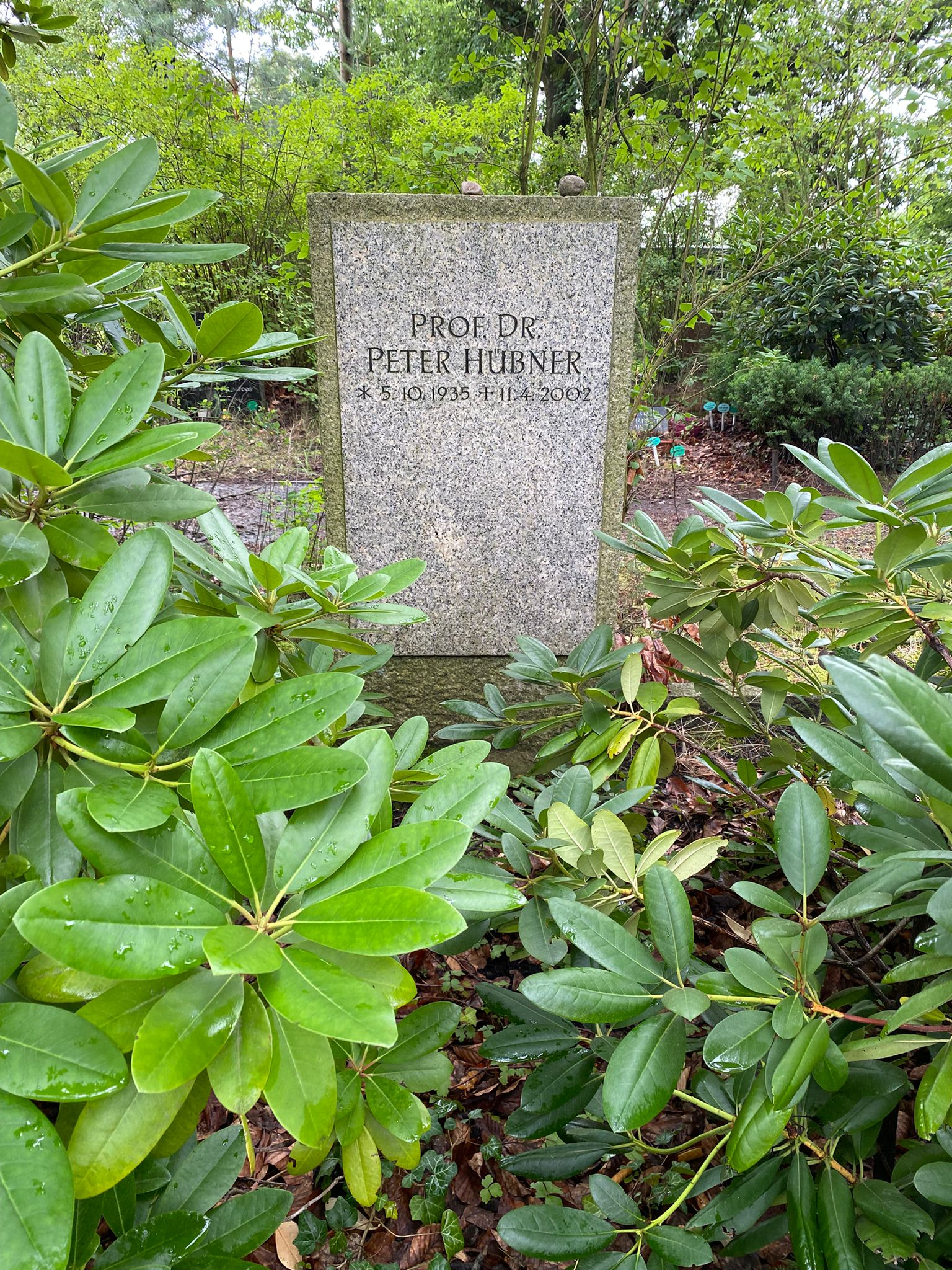
Grabstätte auf dem Parkfriedhof Lichterfelde

Peter Hübner studierte seit 1955 Volkswirtschaftslehre, Soziologie und Philosophie an der Freien Universität Berlin und promovierte dort. Einige Zeit war er wissenschaftlicher Assistent bei Ludwig von Friedeburg. Als Akademischer Rat am Institut für Soziologie der FU Berlin war er dort vor allem für den Unterricht Empirischer Sozialforschung zuständig. 1968 wechselte er an das Pädagogische Zentrum Berlin, das er von 1970 bis 1973 leitete. Seit 1970 war er Honorarprofessor an der Pädagogischen Hochschule Berlin, wo er dann von 1973 bis 1980 den Lehrstuhl für Soziologie innehatte. Nach der Auflösung dieser Hochschule wechselte er an die Freie Universität Berlin, deren Vizepräsident er ab 1981 war.
Peter Hübner widmete sich neben der Empirischen Sozialforschung der Jugend- und Bildungssoziologie sowie der 
Bildungsplanung.
Seine letzte Ruhestätte fand er auf dem Parkfriedhof Lichterfelde.

## Veröffentlichungen
- (mit Ludwig von Friedeburg): Das Geschichtsbild der Jugend. Juventa-Verlag, München 1964 (2. Aufl. 1970, ISBN 3-7799-0070-X).
- Herrschende Klasse und Elite. Eine Strukturanalyse der Gesellschaftstheorien Moscas und Paretos (= Soziologische Abhandlungen, Bd. 7). Duncker & Humblot, Berlin 1967 (= Dissertation an der Freien Universität Berlin).
- (Mitautor): Freie Universität und politisches Potential der Studenten. Über die Entwicklung des Berliner Modells und den Anfang der Studentenbewegung in Deutschland (= Soziologische Texte, Bd. 57). Luchterhand, Neuwied 1968.
- (mit Renate Mayntz u. Kurt Holm): Einführung in die Methoden der empirischen Soziologie. Westdeutscher Verlag, Köln 1969 (5. Aufl. 1978, ISBN 3-531-11154-X).
- (Hrsg.): Lehrerbildung in Europa vor den Herausforderungen der 90er Jahre. ATEE, Brüssel 1988, ISBN 3-924010-02-1.
- (Hrsg.): Lehrerbildung im vereinigten Deutschland (= Europäische Hochschulschriften, Reihe 11, Bd. 591). Lang, Frankfurt/M. 1994, ISBN 3-631-45839-8.
- (mit Axel Gehrmann): Sozialer Wandel statt Transformation? Über den Zusammenhang von beruflicher Zufriedenheit und schulinternen Wirkungsmechanismen bei Lehrerinnen und Lehrern im vereinigten Berlin. In: Heinz-Elmar Tenoth (Hrsg.): Kindheit, Jugend und Bildungsarbeit im Wandel. Ergebnisse der Transformationsforschung (= Zeitschrift für Pädagogik, Beiheft, Bd. 37). Beltz, Weinheim 1997, S. 375–393.

Festschrift
- Heinrich Kemper (Hrsg.): Formation und Transformation. Spuren in Bildungsforschung und Bildungspolitik. Peter Hübner zum 60. Geburtstag. Lang, Frankfurt/M. 1995, ISBN 3-631-49255-3.